# Марко Ђуровић
Марко Ђуровић (Криваче, код Даниловграда, 1912 — Биоче, код Подгорице, мај 1943) био је учесник Народноослободилачке борбе и народни херој Југославије.

## Биографија
Рођен је 1912. године у селу Криваче, код Даниловграда. Основну школу завршио је у родном селу. До 1941. се бавио земљорадњом. Члан Савеза комунистичке омладине Југославије постао је 1939. године.
Учесник Народноослободилачке борбе је од 1941. године. Током Тринаестојулског устанка учествовао је у нападима на непријатељске посаде и у диверзијама. Члан Комунистичке партије Југославије постао је 1941. године.
Од јесени 1941. био је политички комесар и командир чете, а након формирања одреда „Бијели Павле“ постављен је за комесара батаљона. Када је формирана Четврта пролетерска црногорска бригада, Ђуровић је ушао у састав Прве чете Четвртог батаљона. Учествовао је у свим борбама бригаде током њеног похода у Босни и Херцеговини.
Делови Четврте и Пете пролетерске бригаде упућени су у околину Подгорице против јаких италијанско-четничких јединица. Марко Ђуровић погинуо је маја 1943. године током јуриша на италијанске положаје.
Указом Президијума Народне скупштине Федеративне Народне Републике Југославије, 20. децембра 1951. године, проглашен је за народног хероја.